# Bodums distrikt
Bodums distrikt är ett distrikt i Strömsunds kommun och Jämtlands län. Distriktet ligger omkring Rossön i nordvästra Ångermanland.

## Tidigare administrativ tillhörighet
Distriktet inrättades 2016 och utgörs av socknen Bodum i Strömsunds kommun.
Området motsvarar den omfattning Bodums församling hade 1999/2000.

## Tätorter och småorter
I Bodums distrikt finns en tätort men inga småorter.

### Tätorter
- Rossön